# デヴィッド・ジェイソン
デヴィッド・ジェイソン（Sir David John White, 1940年2月2日 - ）は、イギリス出身の俳優である。

## 出演作品

### 映画
- アメイジング・ワールド（リンスウィンド）
- アメイジング・ワールド/勇士の帰還（リンスウィンド）
- ネプチューン
- ナイトメア・オブ・クリスマス

### テレビシリーズ
- フロスト警部（フロスト警部）
- プレヒストリック・パーク 〜絶滅動物を救え!〜（ナレーション）
- オンリー・フールズ ＆ ホーセズ（英語版）（デレク・トロッター／通称：デル・ボーイ（英語版））